# Stauroplitis annulata
Stauroplitis annulata är en fjärilsart som beskrevs av M.Gaede 1930. Stauroplitis annulata ingår i släktet Stauroplitis och familjen tandspinnare. Inga underarter finns listade i Catalogue of Life.